# Solms-laubachia stewartii
Solms-laubachia stewartii är en korsblommig växtart som först beskrevs av John Smith, och fick sitt nu gällande namn av J.P. Yue, Al-shehbaz och Hang Sun. Solms-laubachia stewartii ingår i släktet Solms-laubachia och familjen korsblommiga växter. Inga underarter finns listade i Catalogue of Life.